# Sulisławice (Świdnica)
Pour les articles homonymes, voir Sulisławice.
Sulisławice est une localité polonaise de la gmina et du powiat de Świdnica en voïvodie de Basse-Silésie.